# Cornelis van Vollenhoven

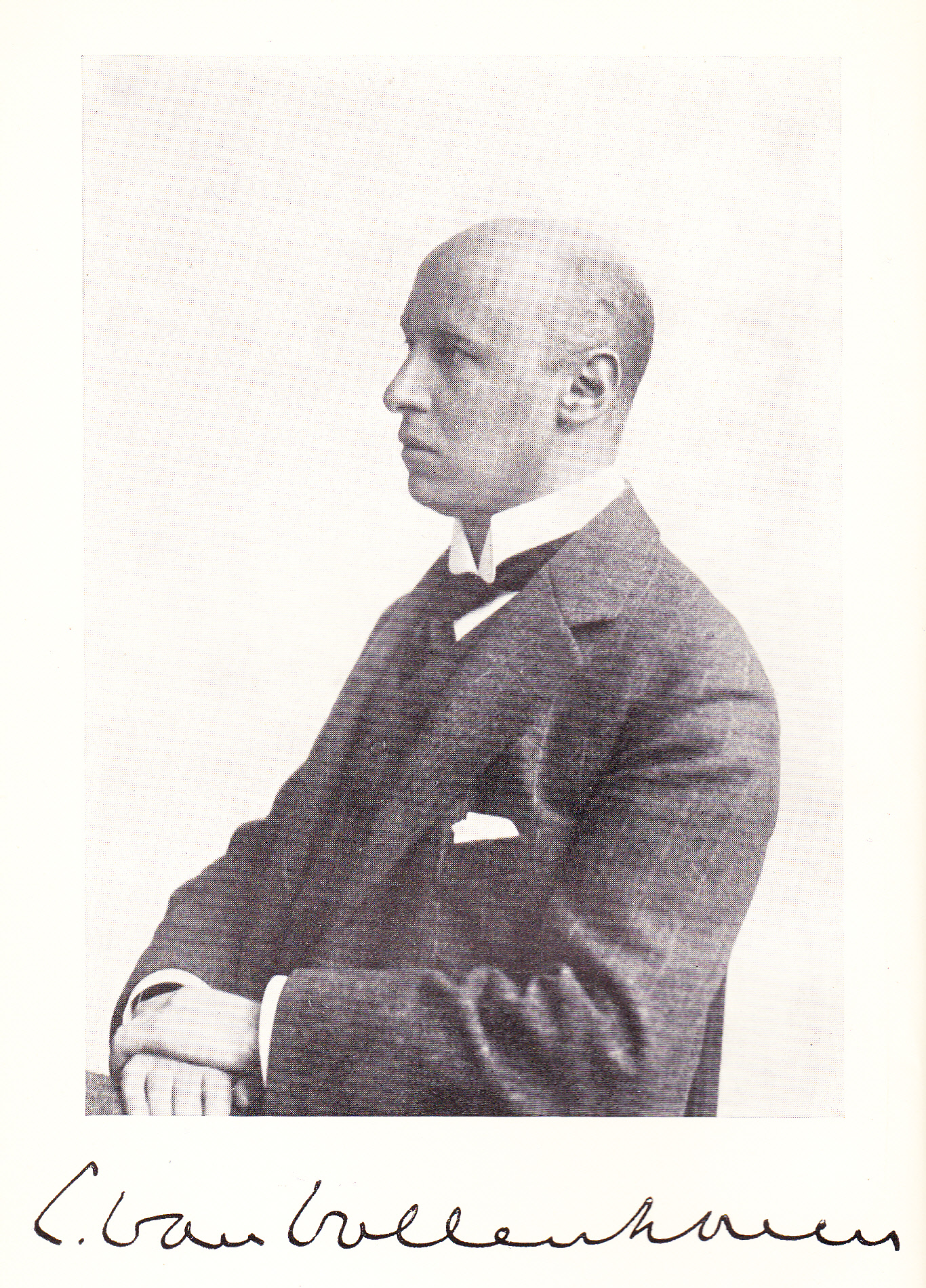
Cornelis van Vollenhoven

Cornelis van Vollenhoven (* 8. Mai 1874 in Dordrecht; † 28. April 1933 in Leiden) war ein niederländischer Rechtswissenschaftler.

## Leben
Cornelis war der Sohn des Juristen Willem Jan van Vollenhoven (* 16. Dezember 1822 in Rotterdam; † 15. März 1886 in Dordrecht) und dessen Frau Maria Elisabeth Rijshouwer (* 21. Dezember 1829 in Rotterdam; † 2. April 1878 in Dordrecht). Er besuchte das Johann de Witt Gymnasium in Dordrecht und begann am 22. September 1891 ein Studium der Rechtswissenschaften an der Universität Leiden, wo er auch Vorlesungen der orientalischen Sprachen frequentierte. Am 3. Mai 1898 promovierte Vollenhoven mit der Arbeit Omtrek en inhoud van het internationale recht zum Doktor der Rechte. Nach einigen Jahren Wirksamkeit als Sekretär bei Jacob Theodoor Cremer im niederländischen Kolonialministerium wurde er am 21. Juni 1901 zum Professor für mohammedanisches Recht, dessen Einrichtungen, deren Verwendung in Niederländisch-Indien und das Staatsrecht der niederländischen Kolonien, sowie deren Besitzungen in Surinam und Curaçao in Leiden berufen.
Diese Aufgabe trat er am 20. Oktober 1901 mit der Einführungsrede Exacte rechtswetenschap an und sein Lehrauftrag wurde am 23. Juni 1902 auf die Indonesischen Gesetzesbücher erweitert. Im Akademiejahr 1916/17 war er Rektor der Alma Mater, wurde 1911 Mitglied der königlich niederländischen Akademie der Wissenschaften, deren Vorsitzender er von 1929 bis 1932 er war. Auch war er 1930 Vorsitzender Indisch Genootschap, wurde Ritter des Ordens vom niederländischen Löwen und 1932 erhielt er die philosophische Ehrendoktorwürde der Universität von Amsterdam. Bekannt geworden ist Vollenhoven vor allem mit seinen Arbeiten zu den ungeschriebenen Gesetzen Adat. Nach ihm wurde 1978 an der Leidener Hochschule ein Institut benannt, wo man sich mit den Gesetzen von Entwicklungsländern beschäftigt.

## Werke (Auswahl)
- Het Adatrecht van Nederlandsch-Indië. Leiden, 1918–1933, 3. Bde.
- De Indonesiër en zijn grond. Leiden, 1919;
- Ontdekking van het Adatrecht. Leiden, 1928;
- Du droit de Paix. De Iure Pacis. Den Haag, 1934;
- Staatsrecht overzee. Leiden 1934.